# Jezioro Wikaryjskie
Jezioro Wikaryjskie – jezioro położone w województwie kujawsko-pomorskim, w powiecie włocławskim, w gminie Włocławek.

## Położenie

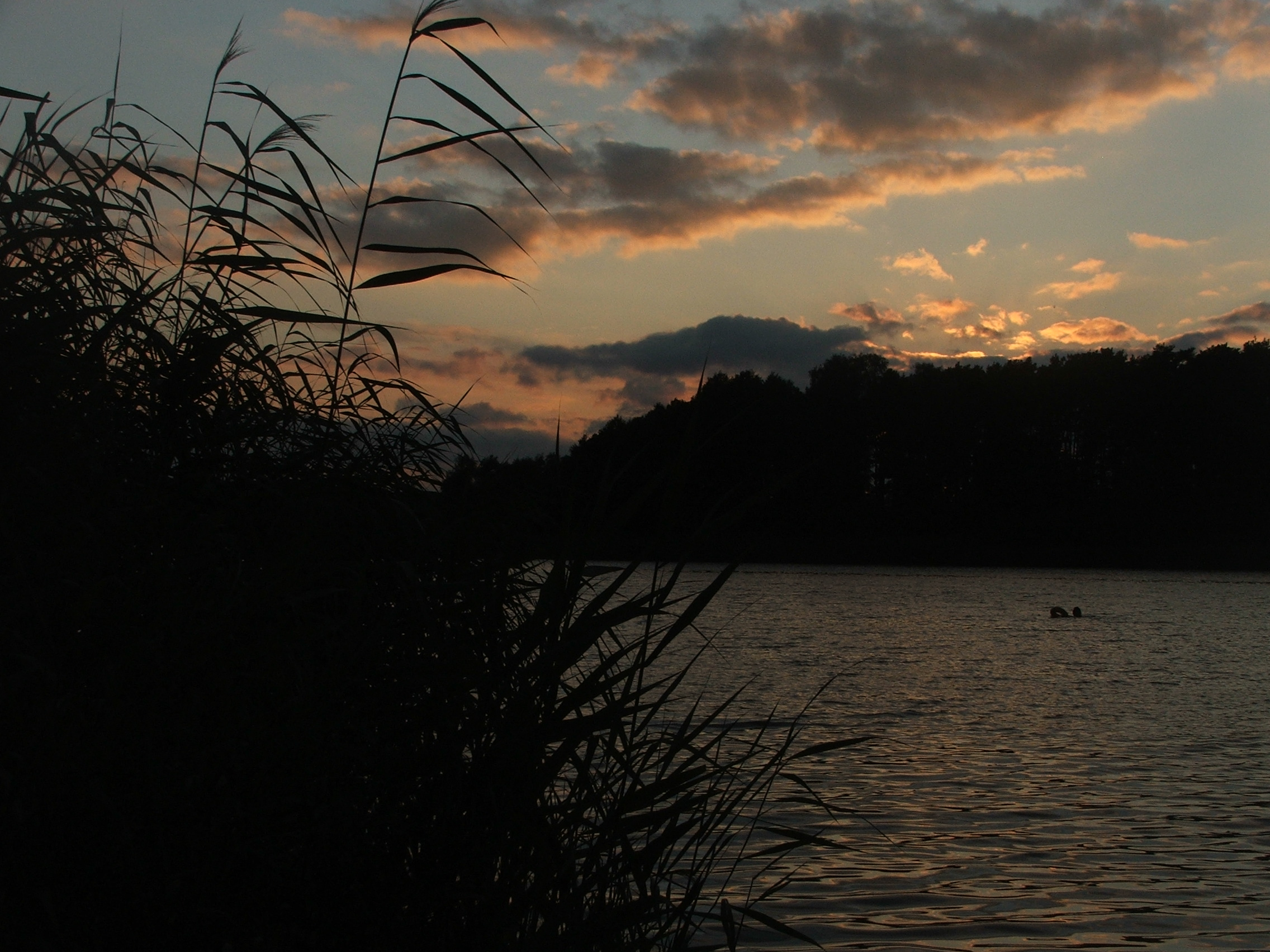
Jezioro Wikaryjskie

Jezioro ze względu na swoje położenie (w pobliżu miasta Włocławek) oraz otoczenie malowniczych lasów będących pod ochroną Gostynińsko-Włocławskiego Parku Krajobrazowego jest bardzo popularne jeżeli chodzi o letni wypoczynek nad wodą. W pobliżu znajduje się wiele szlaków turystycznych dla rowerzystów m.in. droga prowadząca bezpośrednio do ogrodów działkowych znajdujących się przy jeziorze Rybnica, czy też ścieżka rowerowa zapewniająca połączenie z włocławskim osiedlem "Południe". Na północnym wschodzie jezioro łączy się wąskim ciekiem z Jeziorem Radyszyn.

## Morfometria
Według danych Instytutu Rybactwa Śródlądowego powierzchnia zwierciadła wody jeziora wynosi 60 ha. Średnia głębokość zbiornika wodnego to 4,1 m, a maksymalna – 10,4 m. Objętość jeziora wynosi 2446,2 tys. m³. Maksymalna długość jeziora to 1680 m, a szerokość 580 m. Długość linii brzegowej wynosi 4200 m. Lustro wody znajduje się na wysokości 78,5 m n.p.m.

## Atrakcje
W pobliżu jeziora znajduje się Hotel "Wikaryjka", a przy nim ośrodek rekreacyjny, w którego skład wchodzi m.in. płatna plaża, zagospodarowane tereny zielone, odkryte baseny, restauracja, boiska (do koszykówki i siatkówki plażowej) oraz plac zabaw dla dzieci. Na przeciwległym brzegu usytuowana jest miejska plaża, przy której znajduje się mały punkt gastronomiczny. Natomiast Plaża Bahama, na której często organizowane są różne imprezy, znajduje się na wschodnim brzegu jeziora. 
Potoczna nazwa jeziora, często używana przez mieszkańców Włocławka i okolic, to Wiksa lub "Wikaryjka".
Jezioro w okresie międzywojennym nazywało się Kowalewicze (więcej danych można znaleźć w muzeum historii Włocławka). Nie ma danych kiedy pojawiła się nazwa Wikaryjskie. W 1975 r. nowym właścicielem akwenu został skarb państwa.

## Jakość wód powierzchniowych:[2]
| lata badań | klasa czystości wód |
| ---------- | ------------------- |
| 2004       | II                  |